# Rogacze
Rogacze [rɔˈɡat͡ʂɛ] est un village polonais de la gmina de Milejczyce dans le powiat de Siemiatycze et dans la voïvodie de Podlachie. Il se situe à environ 28 kilomètres à l'est de Siemiatycze et à 67  kilomètres au sud de Białystok.
Selon le recenssement de la commune de 1921, ont habité dans le village 299 personnes, dont 12 étaient catholiques, 264 orthodoxes, et 23 judaïques. Parallèlement, 19 habitants ont déclaré avoir la nationalité polonaise, 255 la nationalité biélorusse et 16 la nationalité juive. Dans le village, il y avait 54 bâtiments habitables.